# Carmo da Mata
Carmo da Mata est une municipalité brésilienne de l'État du Minas Gerais et la microrégion d'Oliveira.